# Поднимающий знамя
- См. также скульптурная группа «Поднимающий знамя»

Поднимающий знамя — центральная картина из триптиха «Коммунисты» Гелия Коржева.
Картина принесла известность художнику и стала его своеобразной визитной карточкой.
Триптих был в 1961 году отмечен Золотой медалью Академии художеств СССР, за него художник в 1966 году удостоен Государственной премии РСФСР имени И. Е. Репина. Считается одним из двух основных советских триптихов наряду с триптихом «Александр Невский» П. Д. Корина.

## Описание
Триптих «Коммунисты» посвящён Великой Октябрьской революции и, помимо центрального полотна «Поднимающий знамя», включает в себя с левой части картину «Мастерская» (известна так же как «Гомер» или «Рабочая студия»), где изображён красноармеец-скульптор ваяющий гипсовый бюст Гомера — певца древних героев, в правой части картина «Интернационал» на которой изображены два бойца на поле боя — знаменосец и трубач, играющий революционный гимн. Сам художник наиболее удачными считал центральную и левую части триптиха.
Тема революционной борьбы поставлена художником широко, он не изображает каких-либо конкретных событий и исторических личностей, но триптих не внеисторичен: место действия — рубеж XIX и XX веков; действующие лица — русские рабочие; события — Революция и Гражданская война в России.
Три холста триптиха составляют единое повествование, но каждый из них — законченная и цельная картина, и «Поднимающий знамя» освещает кульминационный момент революционной борьбы.

### Полотно «Поднимающий знамя»
Грубый булыжник мостовой, трамвайные рельсы — немногими деталями даётся представление о месте и времени действия — эпохе революционных выступлений русского пролетариата.
Безымянный боец революции поднимает Красное знамя, выпавшее из рук погибшего товарища. Он вопреки обстоятельствам готов до конца выполнить свой долг.

Грубые мозолистые руки русского рабочего-большевика крепко сжимают древко, в измождённом лице затаённая ненависть и готовность отдать жизнь во имя свободы и справедливости.

И такое напряжение воли чувствуется в этом рабочем, в том, как пригнулся он к земле, как вздулись жилы на его руках, как поднята его голова, чтобы смотреть вперёд, только вперёд, что нет сомнения — он выпрямится и поднимет знамя во что бы то ни стало

## Критика
Картина характерна для Гелия Коржева — представителя «сурового стиля» в живописи, но всё же «впечатляет особая тяжеловесная материальность всего изображённого».
Несмотря на сдержанность красочной гаммы, здесь улавливаются лаконизм и богатство содержания — на фоне серой булыжной мостовой красное полотнище знамени буквально «горит и рдеет», что особо заметно в сравнении с блёклыми красками степного марева и стёртости контуров правой части триптиха и ровными чертами при спокойном дневном свете его левой части.

Хотя картина отличается большой сдержанностью в колористическом отношении, сила её эмоционального воздействия велика. Алый, словно пролитая кровь, цвет знамени звучит как набат в сопоставлении с грязно-серой булыжной мостовой.— Как отмечал Ю. Д. Колпинский
В композиции заметно влияние киноискусства: изображённое у самого нижнего края картины лицо убитого со странной преувеличенностью его черт подсказано приёмом «крупного плана». Как бы «не вошедшие в кадр» детали невольно в воображении воспроизводят всю картину только что произошедшего здесь боя.
Искусствовед Валерий Турчин, указывая на определённые параллели с наследием Василия Сурикова отмечал, что Гелий Коржев воспринял значение и суть национальной живописной традиции.
Сотрудник отдела искусства второй половины XX века Государственной Третьяковской галереи Анна Дьяконицына отметила, что картина входит в число лучших произведений выдающихся мастеров исторической живописи:

Здесь мастерски достигнуто столь значимое в решении большой картины единство формы и содержания. Момент волевого усилия, грозной решимости для поступка, меняющего ход событий, передан Коржевым в пластическом строе композиции. Масштаб полотна и фигуры героя, выбор крупного плана, компоновка сцены по принципу кинокадра, фактурная осязательность изображённого, пронизывающая всю материю, позволяют живописцу найти ту форму, которая переносит художественное действие из сферы повествования в область экзистенции.— Анна Дьяконицына, научный сотрудник Государственной Третьяковской галереи
В советских источниках по искусствоведению картине предавался конкретный смысл: кровь пролетария на городских мостовых, жар битв за Красное знамя на просторах России и жажда творчества в рабочем человеке с мозолистыми трудовыми руками — «таким образом художник наглядно раскрыл смысл и цели народной борьбы, великого созидания — строительства коммунизма». Но начиная с 2000-х годов картину описывают как символичную, но привязанную к историческому моменту:

Картина, пожалуй, наиболее символична. Примечательно, что Коржев вообще в своих картинах не изображает каких-либо конкретных событий и героических личностей. Художник воспроизводит фрагмент жизни коммуниста, борца революции, безымянного героя. Он поднимает красное знамя с булыжника серой мостовой, ставшей полем классовой битвы.— доктор философских наук, профессор кафедры культурологии Ледовских Н. П.
При этом сам художник в одном из своих поздних интервью сказал, что картина по сути не политическая: «Я изобразил героический поступок, общий для всего человечества, а не конкретный поступок коммуниста. Лично я разделяю идеи коммунизма, поэтому я назвал триптих так как назвал, но картина сама по себе не о коммунизме, она о героическом поступке. Флаг может быть любого цвета».